# Będzinko
Będzinko (do 1945 niem. Neu Banzin) – wieś sołecka w Polsce, położona w województwie zachodniopomorskim, w powiecie koszalińskim, w gminie Będzino, w obszarze chronionego krajobrazu Koszalińskiego Pasa Nadmorskiego.
| SIMC    | Nazwa  | Rodzaj |
| ------- | ------ | ------ |
| 0302250 | Barnin | osada  |
| 0302267 | Zagaje | osada  |

W latach 1975–1998 wieś położona była w województwie koszalińskim.